# Вондел, Йост ван ден
Йост ван ден Во́ндел (нидерл. Joost van den Vondel; 17 ноября 1587, Кёльн — 5 февраля 1679, Амстердам) — поэт и драматург Нидерландов, один из наиболее ярких представителей «Золотого века» нидерландской литературы. Своим творчеством заложил основы современного нидерландского литературного языка.

## Биография

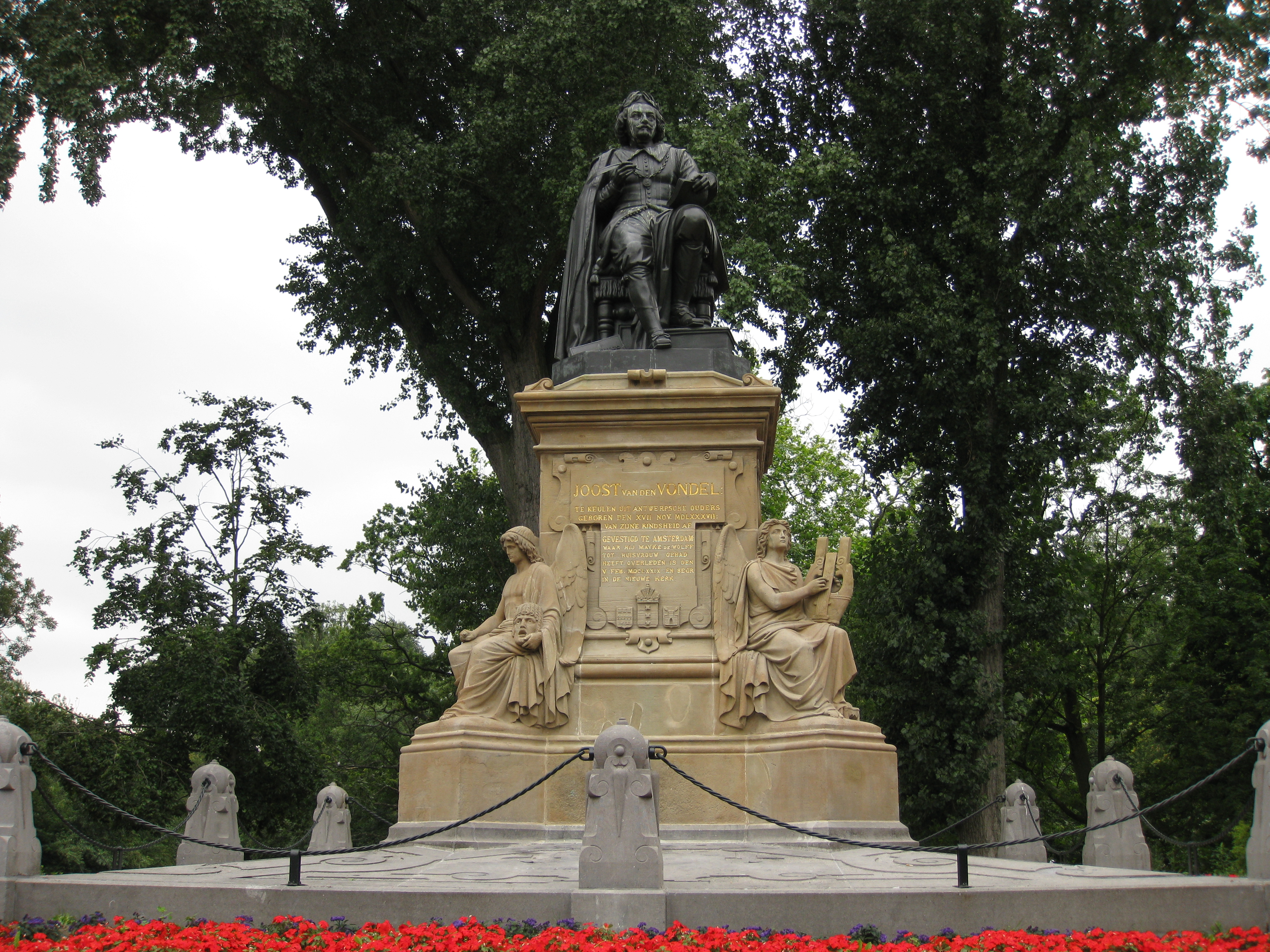
Памятник литератору в Амстердаме.

Старший из семи детей в семье меннонитов из Антверпена. В 1595 году из-за религиозных гонений семья бежала в Утрехт, где Йост пошёл в школу и увидел ученическую постановку латинской драмы. В марте 1597 г. семья обосновалась в Амстердаме, где отец Йоста открыл лавку трикотажа. После смерти отца в 1608 г. дело продолжила мать; Йост вскоре стал её компаньоном и при поддержке жены управлял лавкой до 1613 года. В тот же период участвовал в деятельности камеры риторов «Белая лаванда», начал изучать латынь, вошёл в поэтический кружок Румера Фиссера.

## Творчество
Произведения Вондела охватывают почти все виды поэтического творчества: он — автор лирических, эпических и дидактических стихотворений, а также многочисленных драм (всего 32), принесших ему мировую известность. Переводил французских, итальянских и античных авторов.
В Нидерландах Возрождение совпадало с национальным освобождением и реформацией, и творчество Вондела отражало все эти исторические движения. В александрийских стихах он воспевает величие страны, рост торговых городов, подвиги голландцев на суше и морях; в стихах античной формы воспевает национальное движение против испанцев («Geboortklock van Willem van Nassau», 1626 и др.).
Ещё нагляднее сочетание элементов Ренессанса и реформации (и идеологии пуританского кальвинизма) в драмах Вондела. Большинство из них написано на библейские темы («Пасха», «Иосиф в Египте», «Иеффай», «Самсон», «Соломон», «Адам в изгнании», «Ной» и мн. др.), некоторые — на исторические («Гейсбрехт Амстердамский», «Мария Стюарт», «Батавские братья» и др.).
В библейских драмах Вондел часто откликается на события своего времени, — так, например, в «Пасхе» он под видом исхода иудеев из Египта воспевает борьбу Нидерландов против Испании. В формально-художественном отношении эти библейские драмы построены строго классически (в первое время по Сенеке, позднее по Еврипиду и Софоклу: каждая пьеса состоит из пяти действий с длинными монологами и заключительными хорами).
Несмотря на сценичность, драмы Вондела очень однообразны, так как все характеры героев предопределены и даны уже готовыми, а не раскрываются в борьбе страстей; любовь отсутствует совершенно, так как она, по мнению Вондела, профанирует драму и противоречит законам нравственности.
Зато Вондел перенёс из греческой трагедии в свою, христианскую, борьбу со сверхчеловеческой судьбой, с той лишь разницей, что у него вместо Зевса появляется божественное провидение. Гибель героев (например, «Ной», «Батавские братья», «Адам в изгнании» и др.) — либо наказание за нарушение установленных Богом законов, либо она является очищением души в христианском понимании (например, в драмах «Иосиф в Египте», «Мария Стюарт» и др.).
Таким образом, в драмах Вондела имеются и элементы пуританской драмы, отражающие религиозно-моралистические тенденции победившего кальвинизма. Эти тенденции скоро привели к полному окостенению воинствовавшего когда-то кальвинизма, и старый гуманист Вондел перешёл в католичество. В духе новой веры были написаны его последние оды и пасторали. Значительное влияние оказал Вондел на Мильтона, особенно своей драмой «Люцифер», а также на немецкую литературу (Грифиус, Опиц).

### Пьесы
- Пасха, или Освобождение детей Израилевых из Египта (Het Pascha ofte De verlossinge der kind’ren lsraels wt Egypten, 1610)
- Иерусалим опустошённый (Hierusalem verwoest, 1620)
- Паламед, или Умерщвлённое простодушие (Palamedes of Vermoorde onnoselheit, 1625)
- Амстердамская Гекуба (De amsteldamsche Hecuba, 1626; адаптация трагедии «Троянки» Сенеки)
- Ипполит (Hippolytus, 1628; адаптация трагедии «Федра» Сенеки)
- Иосиф, или Цафнаф-панеах (Josef of Sofompaneas, 1635; перевод с латинского драмы Гуго Гроция)
- Гейсбрехт Амстердамский (Gysbreght van Aemstel, 1637)
- Силий и Мессалина (Silius en Messalina, ок. 1639)
- Девы (Maeghden, 1639)
- Иосиф при дворе (Joseph aan 't hof, 1640)
- Иосиф в Дофане (Joseph in Dothan, 1640)
- Иосиф в Египте (Joseph in Egypten, 1640)
- Братья (Gebroeders, 1640)
- Пётр и Павел (Peter en Pauwels, 1641)
- Мария Стюарт, или Замученное величие (Maria Stuart of Gemartelde majesteit, 1646)
- Жители Львиной долины (Leeuwendalers, 1647)
- Соломон (Salomon, 1648)
- Люцифер (Lucifer, 1654)
- Салмоней (Salmoneus, 1657)
- Иеффай, или Жертвенный обет (Jeptha of Offerbelofte, 1659)
- Самсон, или Священная месть (Samson of Heilige wraeck, 1660)
- Царь Давид в изгнании (Konig David in ballingschap, 1660)
- Царь Давид воцарившийся (Konig David herstelt, 1660)
- Финикиянки (Feniciaanse, 1660; адаптация трагедии Еврипида)
- Трахиниянки (Trachiniae, 1660; адаптация трагедии Еврипида)
- Адония, или Пагубное алкание венца (Adonias of Rampgzalige kroonzucht, 1661)
- Батавские братья, или Подавленная свобода (Batavische gebroeders of Onderdruckte vryheit, 1663)
- Фаэтон, или Безрассудная отвага (Faeton of Reuckeloze stoutheit, 1663)
- Адам в изгнании, или Трагедия трагедий (Adam in ballingschap of Aller treurspelen treurspel, 1664)
- Чунчжэнь, или Закат китайского владычества (Zungchin of Ondergang der sineesche heerschappije, 1667)
- Ной, или Гибель первого мира (Noah of Ondergang der eerste wereld, 1667)

## Память

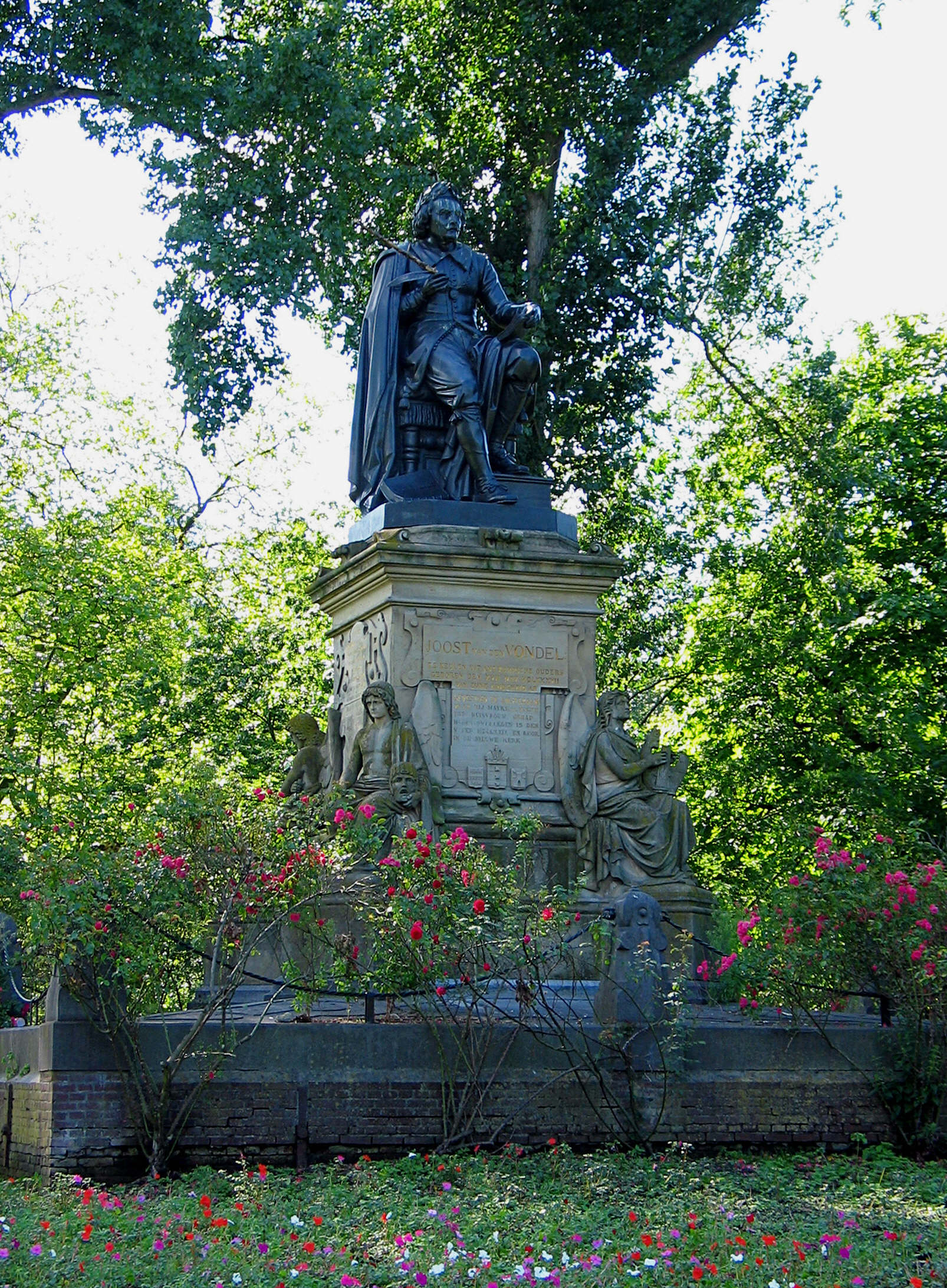
Памятник Вонделу (1867)

- В 1867 году в амстердамском парке установлена статуя, изображающая Вондела. В 1880 году парк официально стал носить его имя.
- В 1950 году, а затем в 1973 году была выпущена 5-гульденовая ассигнация с портретом поэта.

### Издания на русском языке
- Трагедии / Пер. с нидерл. Е. Витковского. — М.: Наука, 1988. — 576 с.: ил. — Тир. 50 000 экз. — ISBN 5-02-012705-1 — (серия Литературные памятники)

В разделе «Дополнения» опубликованы избранные стихотворения Вондела в переводе Е. Витковского, В. Летучего и В. Швыряева. Также приложением дана драма Гуго Гроция, «Адам изгнанный» в переводе Ю. Шичалина, оказавшая большое влияние на драматурга. Издание сопровождено обширными комментариями, иллюстрациями, статьями о творчестве Вондела и Гроция.
Статья основана на материалах Литературной энциклопедии 1929—1939.
В статье использован текст Ф.Шиллера, перешедший в общественное достояние.